# Vela nos Jogos Insulares de 2023
As competições de vela nos Jogos Insulares de 2023 foram realizadas no Guernsey Yacht Club, em Saint Peter Port, Guernsey, entre os dias 9 e 13 de julho. A competição contaram com disputas nas classes Laser Standard e Radial no individual, além de uma disputa em equipes.

## Participantes
- Åland
- Anglesey
- Bermuda
- Gibraltar
- Guernsey (Anfitrião)
- Ilha de Man
- Ilha de Wight
- Ilhas Cayman
- Jersey
- Minorca
- Orkney
- Shetland

## Medalhistas
| Evento                  | Ouro                                                             | Ouro | Prata                                                          | Prata | Bronze                                                                 | Bronze |
| ----------------------- | ---------------------------------------------------------------- | ---- | -------------------------------------------------------------- | ----- | ---------------------------------------------------------------------- | ------ |
| Laser Standard (ILCA 6) | Borja Torres Florit Minorca                                      | 21   | Dominic Breen-Turner Anglesey                                  | 25    | Nicole Stovell Bermuda                                                 | 35     |
| Laser Radial (ILCA 7)   | Andrew Bridgman Guernsey                                         | 20   | Per Sahlberg Åland                                             | 21    | James Tilley Jersey                                                    | 30     |
| Equipe                  | Erik Wahlsten Johan Sundblom Per Sahlberg Thomas Lindström Åland | 142  | Alex Downer Charlie White Harry White Noah Evans Ilha de Wight | 157   | Dominic Breen-Turner Josh Metcalfe Ryan Seddon Michael Thorne Anglesey | 175    |

## Quadro de medalhas
Atualizado em 28 de julho de 2023
| Pos                 | Equipe              | Ouro | Prata | Bronze | Total |
| 1                   | Åland               | 1    | 1     | 0      | 2     |
| 2                   | Guernsey            | 1    | 0     | 0      | 1     |
| 2                   | Minorca             | 1    | 0     | 0      | 1     |
| 4                   | Anglesey            | 0    | 1     | 1      | 2     |
| 5                   | Ilha de Wight       | 0    | 1     | 0      | 1     |
| 6                   | Bermuda             | 0    | 0     | 1      | 1     |
| 6                   | Jersey              | 0    | 0     | 1      | 1     |
| 8                   | Ilha de Man         | 0    | 0     | 0      | 0     |
| 8                   | Ilhas Cayman        | 0    | 0     | 0      | 0     |
| 8                   | Gibraltar           | 0    | 0     | 0      | 0     |
| 8                   | Orkney              | 0    | 0     | 0      | 0     |
| 8                   | Shetland            | 0    | 0     | 0      | 0     |
| Totais (12 Equipes) | Totais (12 Equipes) | 3    | 3     | 3      | 9     |